# Norbert von Nieding
Norbert von Nieding (* 1934) ist ein deutscher Jurist und ehemaliger Direktor des Bundesamtes für Migration und Flüchtlinge (BAMF).

## Leben
Von 1982 bis 1992 war von Nieding Direktor des BAMF. Er trat von seinem Amt aus Protest gegen das 1992 eingeführte Asylbeschleunigungsgesetz zurück. Während seiner Zeit als Direktor des BAMF wurde die Zentralisierung der Behörde begonnen. Wiederholt hatte sich von Nieding während seiner Amtszeit für eine Aufstockung des Personals eingesetzt.
Am 1. Juli 1994 wurde er zum Bundesdisziplinaranwalt ernannt.
Von Nieding ist einer der Initiatoren der 2014 eingereichten Verfassungsbeschwerde gegen die Zustimmung der Bundesregierung zur Europäischen Bankenunion.

## Schriften
Von Nieding ist Autor des Werkes Berufschancen für Juristen aus der Schriftenreihe der Juristischen Schulung im C. H. Beck Verlag.